# Xenotrichula bispina
Xenotrichula bispina is een buikharige uit de familie Xenotrichulidae. Het dier komt uit het geslacht Xenotrichula. Xenotrichula bispina werd in 1939 voor het eerst wetenschappelijk beschreven door Roszczak. 